# Папа Хадријан III
Папа Хадријан III (латински: Adrianus III; умро 8. јула 885. године) је био 109. папа од 17. маја 884. године до своје смрти.

## Биографија
Рођен је у Риму који је тада био део Папске државе. На папску столицу дошао је након смрти папе Марина I. Умро је у близини Модене током путовања у Вормс. Папа је желео да присуствује царској скупштини Каролиншког царства. Позвао га је каролиншки владар Карло Дебели који је накратко обновио власт над скоро свим територијама Карла Великог. Присуством папе обезбедио би подршку цркве у преузмању власти. Хадријан је намеравао преговарати око заједничке борбе против Сарацена. У писму упућеном Карлу Дебелом папа је оптужио хришћанске владаре у Шпанији да сувише пријатељски поступају са Јеврејима на тим просторима. Године 1891. папа Хадријан је канонизован. Католичка црква прославља га 8. јула. Сахрањен је у базилици у Нонантоли у близини Модене.